# Leśna Prawa
Leśna Prawa (biał. Правая Лясная) – rzeka w województwie podlaskim, prawy dopływ Bugu. Jej dopływami są: Łuch, Chwiszczej, Perebel, Przewłoka, Miedna i kilka bezimiennych dopływów. 
Leśna Prawa łączy się w okolicach Kamieńca na Białorusi z rzeką Leśną Lewą (biał. Левая Лясная), co daje w sumie rzekę Leśną o dwóch źródłach, która jest dopływem Bugu. Dla odróżnienia nazwano je lewą i prawą. 
Rzeka Leśna Prawa bierze początek na północ od miasta Hajnówka, w okolicy wsi Dubiny. Ma 132,7 km długości, ale już po 33 km opuszcza granice Polski i po stronie białoruskiej uchodzi do rzeki Bug. 
Przepływając przez miejscowość Hajnówka rzeka przyjmuje ścieki komunalne i przemysłowe z miasta, a następnie wpływa na teren Puszczy Białowieskiej. W 1999 roku rzeka badana była w punkcie granicznym — miejscowości Topiło w ramach monitoringu granicznego (106,0 km). 
Rzeka Leśna, w tym przypadku Leśna Prawa, opisywana była przez Elizę Orzeszkową, w jej powieści Ad astra. Dwugłos: 
„W błękicie i złocie powietrza z krystalicznym szmerem Leśny rozpływała się mocna woń mięt rozkwieconych i gorzkiej trawy żubrzej.”